# Conquista española de Chiapas
La conquista española de Chiapas fue una campaña emprendida por los conquistadores españoles en contra de las organizaciones políticas mesoamericanas del posclásico tardío, en el territorio que ahora está incorporado al actual estado mexicano de Chiapas. La región es físicamente diversa; presenta una serie de áreas de tierras altas, incluyendo la Sierra Madre de Chiapas y las Montañas Centrales, un litoral sur conocido como Soconusco y una depresión central formada por el drenaje del río Grijalva.
Antes de la conquista española, Chiapas estaba habitada por diversos pueblos indígenas, incluidos los zoques, varios pueblos mayas, como los lacandona, ch'ol y los tsotsiles, y un grupo no identificado conocido como los chiapanecas. Soconusco se había incorporado al Imperio Azteca, centrado en el Valle de México y pagaba tributo a los aztecas. Las noticias sobre gente extraña llegaron por primera vez a la región cuando los españoles invadieron y derrocaron al imperio azteca. A principios de la década de 1520, varias expediciones españolas cruzaron Chiapas por tierra, y los barcos españoles exploraron la costa del Pacífico. La primera ciudad colonial en tierras altas de Chiapas, San Cristóbal de los Llanos, fue establecida por Pedro de Portocarrero en 1527. En el término de un año, el dominio español se extendió sobre la cuenca alta del río Grijalva, Comitán, y el valle de Ocosingo. Se establecieron derechos de encomienda, aunque en las primeras etapas de la conquista esto equivalía a poco más que derechos para efectuar redadas de esclavos.
La provincia colonial de Chiapas fue establecida por Diego de Mazariegos en 1528, con la reorganización de las encomiendas existentes y las jurisdicciones coloniales, el cambio de nombre de San Cristóbal como Villa Real y su reubicación en San Cristóbal de Las Casas. Las excesivas demandas españolas de tributo y trabajo provocaron una rebelión de los habitantes indígenas, que intentaron matar de hambre a los españoles. Los conquistadores lanzaron incursiones de castigo, pero los nativos abandonaron sus ciudades y huyeron a regiones inaccesibles. Las divisiones internas entre los españoles llevaron a una inestabilidad general en la provincia; finalmente, la facción de Mazariegos obtuvo concesiones de la Corona española que permitió la elevación de Villa Real al estado de ciudad, como Ciudad Real, y el establecimiento de nuevas leyes que promovían la estabilidad en la región recién conquistada.

## Geografía

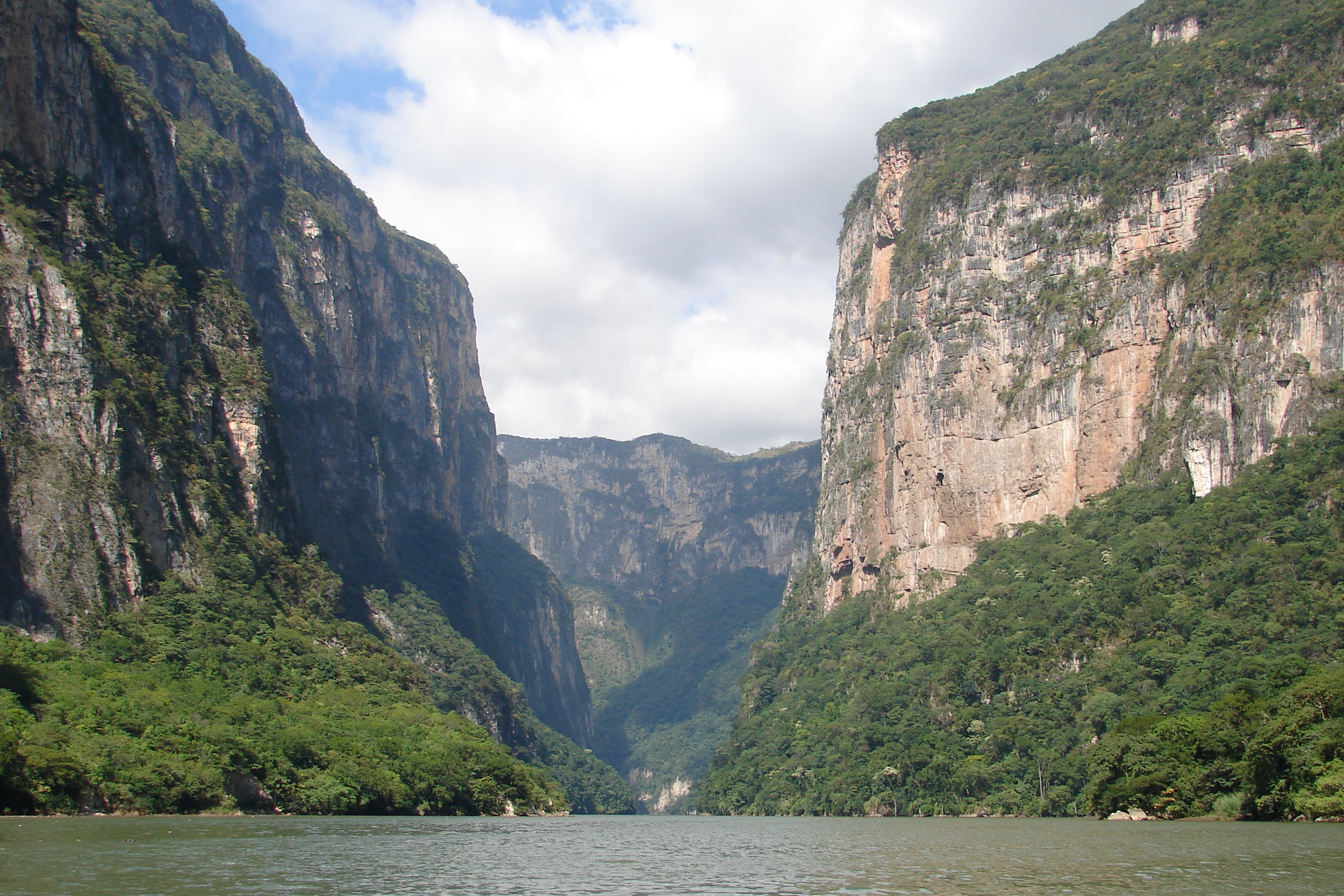
El Cañón del Sumidero se forma cuando el río Grijalva atraviesa la meseta central de Chiapas.

El estado mexicano de Chiapas ocupa el extremo sureste de México, sobre un área de 74,415 km². Hacia el oeste limita con los estados mexicanos de Oaxaca y Veracruz, al norte con Tabasco y al este con Guatemala. El límite sur consiste en 260 kilómetros (160 millas) de costa del Océano Pacífico. Chiapas es geográfica y culturalmente diversa. Cuenta con dos regiones montañosas principales: al sur se encuentra la Sierra Madre de Chiapas y en la zona central las Montañas Centrales. Están separadas por la Depresión Central, que contiene la cuenca de drenaje del río Grijalva. Las tierras altas de la Sierra Madre ganan altitud de oeste a este, con las montañas más altas cerca de la frontera con Guatemala.
La zona litoral de Soconusco se encuentra al sur de la Sierra Madre de Chiapas, consiste en una planicie costera angosta y las estribaciones de la Sierra Madre. Aunque toda la franja costera a menudo se conoce como Soconusco, Soconusco propiamente dicha es la porción sureste caracterizada por un clima tropical húmedo y ricas tierras agrícolas. La porción noroeste de la franja costera con un clima más seco fue históricamente conocida como "El Despoblado"; generalmente se conoce ahora como la Región Istmo Costa.
La Depresión Central consiste en una cuenca de drenaje de alrededor de 200 km de largo y que varía en anchura desde 30 a 60 km. El río Grijalva es alimentado por el drenaje de las montañas Cuchumatanes de Guatemala y desde ambas regiones altas de Chiapas, en particular la Sierra Madre. El clima de las amplias llanuras es cálido con lluvias moderadas. La Depresión Central está dividida en dos zonas, la oriental es el Valle Grijalva que se extiende desde la frontera con Guatemala hasta el Cañón del Sumidero; la zona occidental es la Meseta Central o Planicie Central, en la época colonial mencionada como el Valle de Jiquipilas y Cintalapa. Esta región de las altas llanuras bloquea el paso del río Grijalva, que continúa hacia Tabasco a través del Cañón del Sumidero. Los Chimalapas es otra región montañosa en el extremo norte de la Meseta Central y limita con Oaxaca; es considerado el primer ascenso de la Sierra Madre.
Las tierras altas centrales se elevan bruscamente hacia el norte del Grijalva, a una altitud máxima de 2400 metros y luego descienden gradualmente hacia la Península de Yucatán. Están cortadas por profundos valles que corren paralelos a la costa del Pacífico y presentan un complejo sistema de drenaje que alimenta tanto al río Grijalva como al río Lacantún, que desemboca en el río Usumacinta. Las tierras altas centrales presentan altas precipitaciones y una vegetación diversa que depende de la altitud, desde bosques de pinos característicos de la altura, hasta bosques tropicales característicos de las tierras bajas más al norte y al este, hacia las llanuras de Tabasco y Petén. En el extremo este de las tierras altas centrales se encuentra el bosque Lacandón, que es en gran parte montañoso, con llanuras bajas tropicales en su extremo oriental.

## Chiapas antes de la conquista

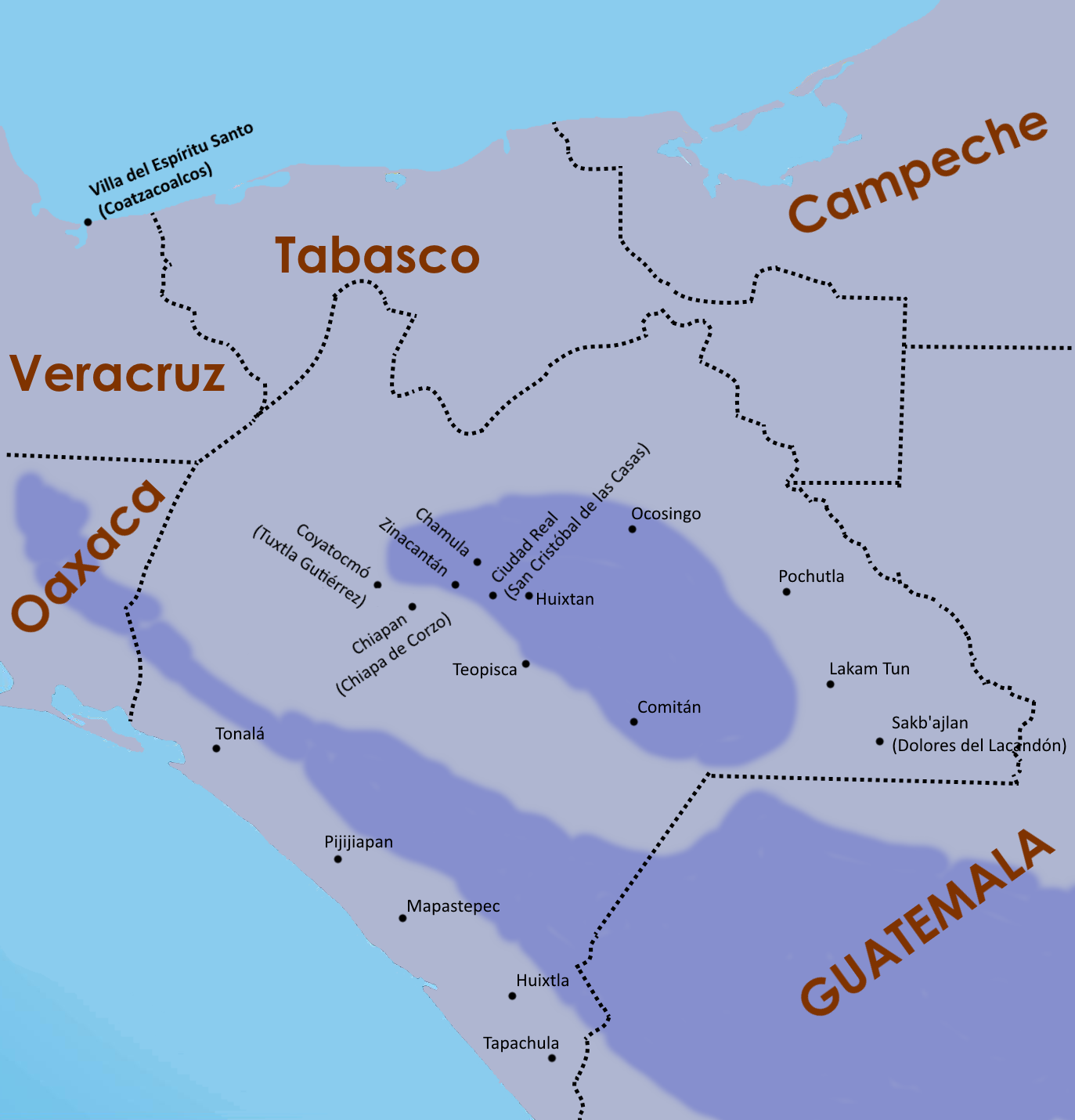
Mapa de los asentamientos principales en Chiapas durante la conquista española.

Los primeros habitantes de Chiapas eran cazadores recolectores que vivían en las tierras altas del norte y en la franja costera desde aproximadamente el año 6000 a. C. hasta aproximadamente el año 2000 a. C. Durante aproximadamente los últimos dos milenios a. C., la mayoría del territorio que ahora abarca el estado de Chiapas estuvo ocupado por pueblos de habla zoque. Gradualmente, los pueblos de habla maya comenzaron a incursionar desde el este y, desde aproximadamente el año 200 dC, Chiapas se dividió en partes aproximadamente iguales entre los zoques en la mitad occidental y los mayas en la mitad oriental; esta distribución continuó hasta la época de la conquista española.
Una amplia franja de Chiapas occidental estaba en manos de los zoques, cubriendo la Depresión central, la cuenca del Grijalva medio, el Chimalapas y partes de la costa del Pacífico. Los principales asentamientos zoques en la Depresión central eran Copainalá, Mezcalapa, Quechula y Tecapatán. Sus asentamientos en el lado occidental del río Grijalva incluían Citalapa, Jiquipilas, Ocozocuautla y el valle Corzos. Coyatocmó era un pequeño poblado zoque que se convirtió en la moderna capital del estado, Tuxtla Gutiérrez. Los aztecas exigían tributo de los zoques, y dominaban las rutas comerciales corriendo a través de su territorio. En la época precolombina, la Depresión central contó con dos de las ciudades más grandes de la región, Chiapa y Copanaguastla. El área alrededor de Chiapas de Corzo fue ocupada por los chiapanecas, cuya etnia y el lenguaje son desconocidos. Las chiapanecas fueron militarmente poderosos antes de la conquista española; que habían obligado a una serie de importantes asentamientos zoques pagarles tributo, y habían resistido exitosamente a ser incorporado en el Imperio Azteca. El territorio chiapaneca se extendía entre los territorios de los zoques y los tsotsiles Maya, en la cuenca alta y media Grijalva; sus principales asentamientos fueron Acala, Chiapa, Ostuta, Pochutla y Suchiapa.
Las tierras altas centrales fueron ocupadas por una serie de pueblos mayas, incluidos los tsotsiles, que fueron divididos en varias provincias; la provincia de Chamula se dice que tiene cinco pequeños pueblos agrupados en estrecha colaboración. El tojolabal eran otro pueblo Maya, con el territorio alrededor de Comitán. El coxoh Maya asentó territorio en la parte alta de la cuenca del Grijalva, cerca de la frontera con Guatemala, y probablemente eran un subgrupo de la tojolabal. Soconusco fue una importante vía de comunicación entre las tierras altas del centro de México y América Central. Había sido subyugado por la Triple Alianza azteca a finales del siglo XV, bajo el emperador Ahuizotl, y pagaban tributo en cacao. La Lacandona de habla maya Cholan (que no debe confundirse con los habitantes modernos de Chiapas por ese nombre) territorio controlado a lo largo de los afluentes del río Usumacinta que abarca el este de Chiapas y el suroeste de Petén, en Guatemala. La Lacandona tenía una feroz reputación entre los españoles.

## Preludio a la conquista
Los rumores de extraños en la costa del Atlántico llegaron a Chiapas mucho antes de la presencia física de los españoles en la región. Esto fue seguido por mensajeros del emperador azteca, Moctezuma II, a los K'iche 'Maya de las tierras altas de Guatemala, advirtiéndoles a prepararse para la guerra contra los intrusos españoles. Esto pronto fue seguido por la noticia de que el gran capital azteca de Tenochtitlán había caído a los conquistadores. Una embajada mixto que incluyó chiapanecas, K'iche de Maya Kaqchikel visitaron a Hernán Cortés en la capital azteca recién conquistada, y fueron bien recibidos.
En 1522, los barcos españoles exploraron la costa del Pacífico de Chiapas, cuando Andrés Niño siguió a la costa desde Panamá hacia el noroeste hasta el Istmo de Tehuantepec. En diciembre de ese año, Cuzcacuatl, que era señor de la ciudad maya tzotzil de Zinacantán, viajó a la colonización española en la Villa del Espíritu Santo (Coatzacoalcos moderna) para prometer una alianza con los recién llegados.

## Estrategias, tácticas y armamento
La conquista española tenía como principal objetivo la incorporación física de los pueblos indígenas de Chiapas en el Imperio español y su conversión espiritual al cristianismo. Esto implicó el desmantelamiento de las estructuras de poder indígenas, la destrucción de los templos paganos y los ídolos, la concentración de las poblaciones indígenas en los asentamientos centralizadas que podrían ser controlados y evangelizaron más fácilmente, la incorporación de estos nuevos asentamientos en el sistema español de tributos e impuestos, y la introducción de las imágenes correspondientes a la religión cristiana. Por una parte, esto implicó la lucha armada y la imposición de la administración colonial española por la fuerza; por el lado religioso, esta lucha fue la conversión, generalmente pacífica, de las poblaciones indígenas al cristianismo. En Chiapas, estos esfuerzos de evangelización se llevaron a cabo, generalmente, por la Orden de los dominicos, quienes se involucraron en la concentración de los indios en los nuevos asentamientos, la construcción de iglesias y conventos, y la instrucción religiosa de los indígenas.
Los conquistadores españoles del siglo XVI estaban armados con espadas, estoques, ballestas, arcabuces y artillería ligera. Los conquistadores montados estaban armados con una lanza de 12 pies = 3,6576 m, que también sirvió como una pica de soldados de infantería. También se empleó una variedad de alabardas y alabardas con gancho. Además de la espada para una sola mano con protección, también se utilizó una versión larga a dos manos, de 5,5 pies (1,68 m) de longitud. Las ballestas tenían brazos de 2 pies (0,61 m) que se tensaban con maderas duras, cuerno, hueso y caña, y venían provistas de un estribo para facilitar la carga de la cuerda mediante una manivela y una polea. Las ballestas eran más fáciles de mantener que los mosquetes, sobre todo en ese clima tropical húmedo.

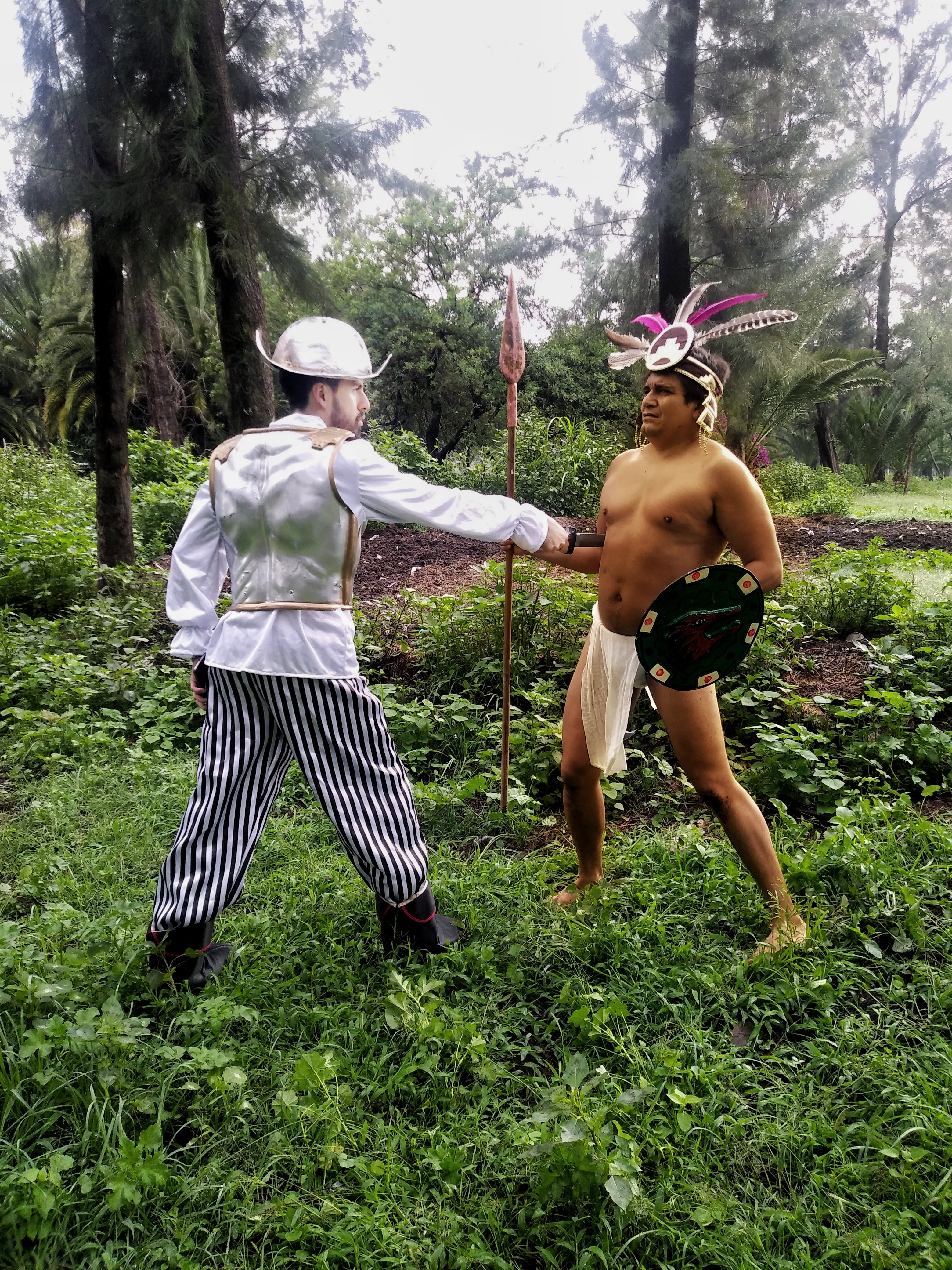
Recreación de una batalla entre un indígena y un conquistador.

La armadura de metal era de uso limitado en el húmedo clima tropical caliente. Era pesada y tuvo que ser limpiada constantemente para evitar la oxidación; bajo la luz solar directa, armadura de metal se convirtió en un calor insoportable. Conquistadores menudo fueron sin armadura de metal o sólo se pusieron inmediatamente antes de la batalla. Ellos se apresuraron a adoptar una armadura de algodón acolchado basado en el utilizado por sus opositores nativos, y por lo general combinan esto con el uso de un sombrero de guerra de metal sencillo. Los escudos se consideran esenciales tanto por la infantería y la caballería; en general, este fue un escudo blanco circular, convexo en forma y formado de hierro o madera. Los anillos eran asegurados al brazo y la mano.
Mientras que el sistema de la encomienda, la oferta de trabajo colonial estaba en el proceso de establecerse, las redadas de esclavos se convirtieron en una parte del ciclo de conquista. Los españoles sería reunirían a los pueblos indígenas, los marcarían como esclavos, y les comercio en los puertos del Golfo de México para caballos y armas, lo que permite mayor conquista y la adquisición de nuevos esclavos para el comercio.
El maya tzotzil de los Altos de Chiapas utilizaban lanzas, piedras lanzadas, arcos y flechas, y grandes escudos de algodón flexibles que protegían el guerrero de la cabeza a los pies y se podría enrollar para su almacenamiento. Los pueblos a veces se defendieron con muros y barricadas, construidas a partir de tierra apisonada y piedra, y reforzados con troncos de árboles. Defensores serían lanzar piedras desde arriba, o verter agua hirviendo mezclada con cal y ceniza sobre los atacantes. A medida que el español se estableció en Chiapas, la resistencia indígena huyó a regiones inaccesibles.

### Impacto de las enfermedades del Viejo Mundo
Aunque poblada antes de la conquista, el impacto de las enfermedades del Viejo Mundo fue uno de los factores que dieron lugar a la despoblación de las tierras calientes, húmedas de la Depresión central, que siguen siendo escasamente poblada hasta nuestros días. Del mismo modo, Soconusco se despobló rápidamente como resultado de las enfermedades poco después del contacto con los españoles. Entre las enfermedades más mortales fueron la viruela, la gripe, el sarampión y una serie de enfermedades pulmonares, incluyendo tuberculosis.

## Conquista de Soconusco

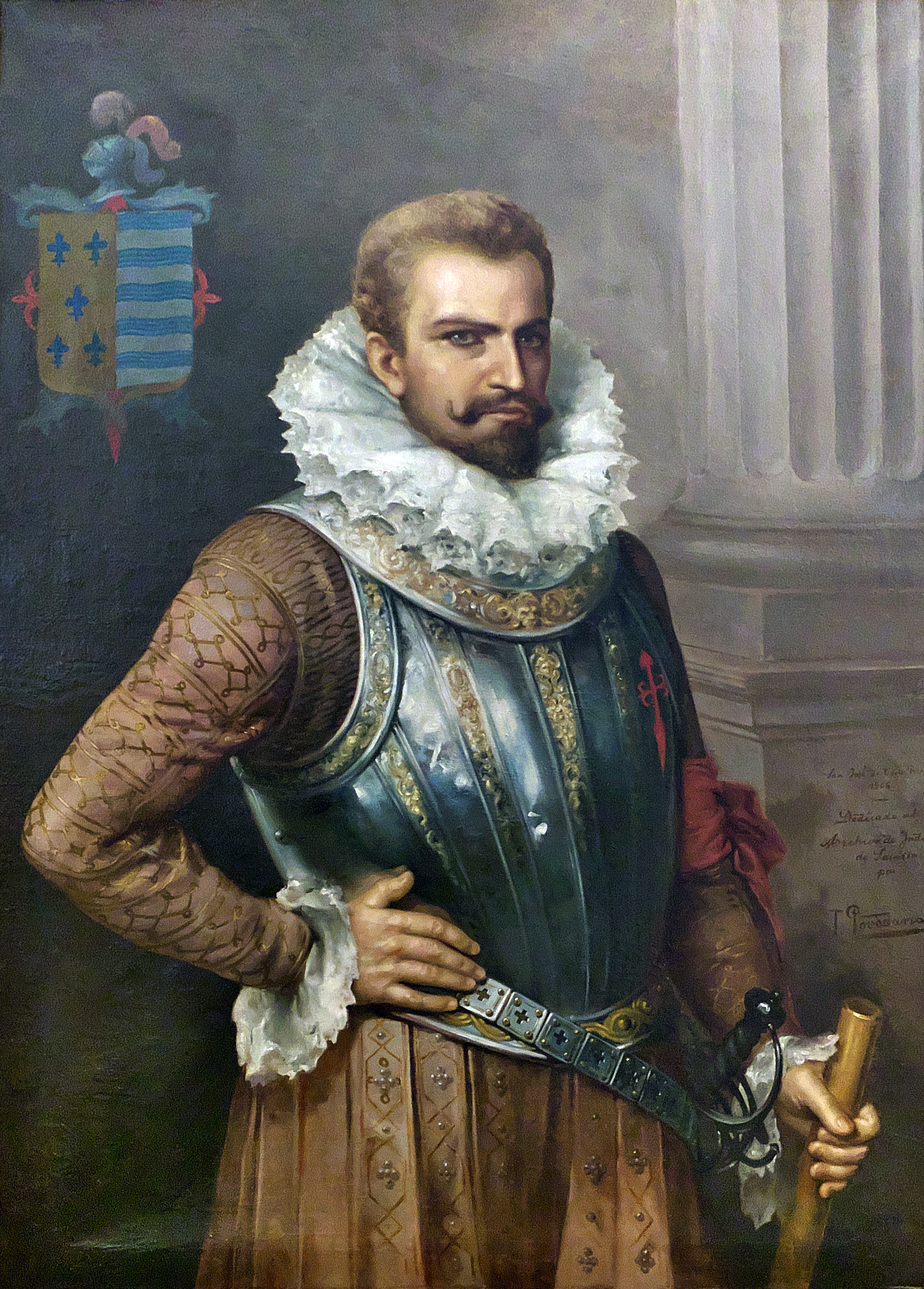
Pedro de Alvarado pasó por Soconusco con un gran ejército en 1523.

El conquistador español Pedro de Alvarado pasó por Soconusco con una fuerza considerable en 1523, en el camino a la conquista de Guatemala. El ejército de Alvarado incluyó veteranos experimentados de la conquista de los aztecas, e incluyó también caballería y artillería; también hubo un gran número de aliados indígenas de Cholula, Tenochtitlan, Texcoco, Tlaxcala, y Xochimilco.
Alvarado fue recibido en paz en el Soconusco, y los habitantes le juraron lealtad a la Corona española. Informaron que los grupos vecinos en Guatemala estaban atacándolos debido a su perspectiva amigable hacia el español. La carta de Alvarado a Hernán Cortés describe su paso por Soconusco se pierde, y el conocimiento de los acontecimientos no proviene de la cuenta de Bernal Díaz del Castillo, quien no estuvo presente, sino relacionado con el informe de Gonzalo de Alvarado.
Para 1524, Soconusco había sido completamente pacificada por Alvarado y sus fuerzas. Durante los próximos cincuenta años, los niveles de población nativa se derrumbaron catastróficamente como resultado de la exposición a enfermedades del Viejo Mundo, estimando un descenso del 90-95%. A pesar de esto, la administración colonial exigía el doble de tributo en cacao del que se había pagado a los aztecas antes de la invasión española, y el cacao continuó siendo un cultivo importante en todo el período colonial.
Debido a la importancia económica del cacao para la nueva colonia, los españoles eran reacios a mover los habitantes indígenas lejos de sus huertos de cacao establecidos. Como resultado, los habitantes del Soconusco eran menos propensos a ser redondeado en nuevos asentamientos Reducción, donde la plantación de una nueva cosecha de cacao habría requerido cinco años para madurar.
La jurisdicción española sobre la provincia de Soconusco estaba sujeta a cambios frecuentes. Inmediatamente después de la conquista, que se celebró en encomienda por primera vez por Hernán Cortés, luego por Jorge de Alvarado. Por 1530, la Real Audiencia de México tenía jurisdicción sobre la provincia de Soconsusco, que ahora se ha celebrado en encomienda por la Corona española. Se rige por los oficiales coloniales nombrados en México. 
En 1556, Soconusco pasó a la jurisdicción de la Audiencia Real de Guatemala, con los gobernadores independientes designados por la Corona. A partir de 1564 a 69, Soconusco fue agregada de nuevo a la jurisdicción de México, antes de volver a convertirse en una provincia independiente administrado por la Real Audiencia de Guatemala, donde permaneció hasta finales del siglo XVIII.
La jurisdicción eclesiástica sobre los habitantes era igualmente caótica; se colocó por primera vez bajo la Diócesis de Tlaxcala, pero fue trasladado a la diócesis de Guatemala en 1536. La Orden Dominicana fue activa en Soconusco durante los primeros años de dominio colonial, pero se retiró en 1545 debido a los bajos niveles de población indígena y al clima insalubre. En 1545 se convirtió en una parte de la Diócesis de Chiapas. Fue devuelta a Guatemala en 1561, y de nuevo a Chiapas en 1596.

## Expediciones de reconocimiento, 1524-1525

### Luis Marín, 1524

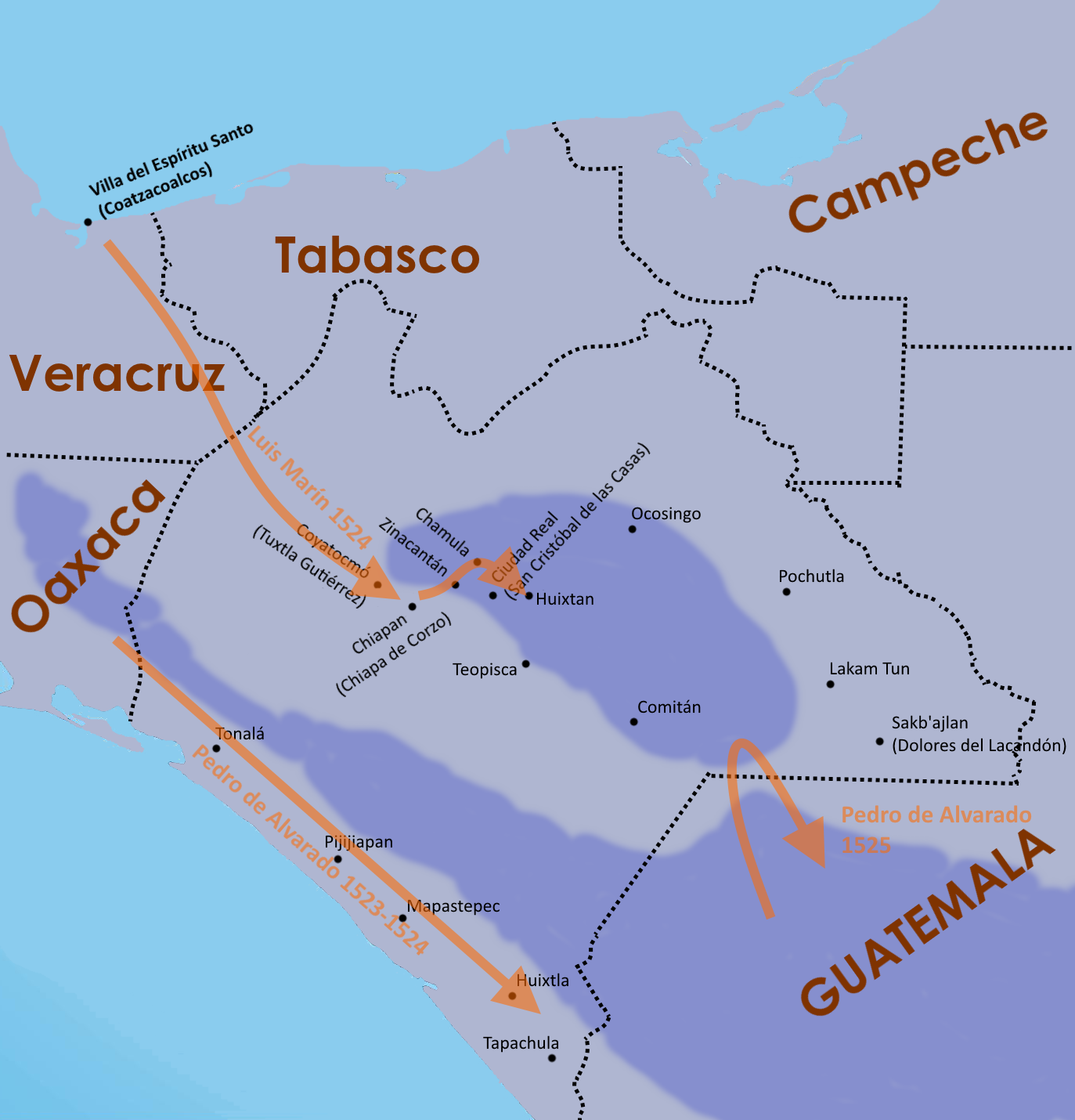
Vías de entrada españolas a Chiapas, 1523-1525

En 1524 Luis Marín llevó una pequeña expedición de reconocimiento en Chiapas. Él salió de Coatzacoalcos (rebautizada Espíritu Santo por los españoles), en la costa del Golfo de México. Su partido pasó por territorio zoque y siguió el Grijalva río arriba. Cerca de Chiapa de Corzo moderna del partido español luchó y derrotó a los chiapanecos. Después de esta batalla, Marín se dirigió a la región montañosa central de Chiapas, y alrededor de Pascua, pasó por los tsotsiles Maya ciudad Zinacantán sin la oposición de los habitantes. Los zinacantecos, fieles a su promesa de lealtad dos años antes, ayudó a los españoles en contra de los otros pueblos indígenas de la región.
Marín llegó a Chamula, otro pueblo tzotzil, donde fue recibido inicialmente por una embajada de paz. Marín entendido esto como la presentación de los habitantes, pero se encontró con la resistencia armada cuando trató de entrar en la provincia. El español encontró que sobre su enfoque, el Chamula tzotzil había abandonado sus tierras y lo despojó de los alimentos en un intento de disuadir a los invasores. Un día después de su planteamiento inicial, Marín encontró que el Chamula tzotzil había reunido a sus guerreros en una cresta que era demasiado caro para los caballos españoles para subir. Los conquistadores fueron recibidos con una lluvia de piedras, lanzas, flechas, agua mezclada con cal y ceniza hirviente, y encontraron la cercana ciudad defendida por 4 pies=1,2192 m de gruesa muralla defensiva formidable formada de piedra y tierra y reforzado con troncos de árboles. El tzotzil burló de la española, lanzando pequeñas cantidades de oro en ellos e invitándolos a tratar de tomar el descanso que tenían dentro de sus paredes. La española irrumpió en la pared, al ver que los habitantes habían dejado lanzas plantadas en el interior para que los españoles piensan que los guerreros seguían defendiendo la ciudad, cuando se habían retirado de hecho al amparo de la lluvia torrencial que había interrumpido la batalla. Después de tomar la desierta Chamula, la expedición española continuó en contra de sus aliados en Huixtán. Una vez más los habitantes ofrecieron resistencia armada antes de abandonar su ciudad a la española. Conquistador Diego Godoy escribió que los indios muertos o capturados en Huixtán números no más de 500. El español, por ahora decepcionados con las escasas cosechas, decidió retirarse a Coatzacoalcos mayo de 1524.
La expedición tenía originalmente altas expectativas de encontrar una región densamente poblada que rápidamente caería a la dominación española, con los nativos que se repartían en encomienda a los conquistadores, como mano de obra esclava. La feroz resistencia a la expedición de Luis Marín rápidamente extinguió esas esperanzas. Sin embargo, dos años después de este primer reconocimiento, títulos de encomienda estaban siendo emitidos y utilizados como justificación para apoderarse de esclavos. Chamula fue dado a Bernal Díaz, y Zinacantán fue dado a Francisco de Marmolejo.

### Pedro de Alvarado, 1525
Un año más tarde, Pedro de Alvarado entró en Chiapas cuando cruzó una parte de la Selva Lacandona en un intento de enlazarse con una expedición encabezada por Hernán Cortés, que cruzaba desde el Golfo de México a Honduras. Alvarado entró en Chiapas desde Guatemala a través del territorio de la Acala ch'ol; fue incapaz de localizar a Cortés y sus exploradores finalmente lo llevó a Tecpan Puyumatlan (moderno Santa Eulalia en Guatemala), en una región montañosa cerca del territorio de la Lacandona ch'ol. Los habitantes de Tecpan Puyumatlan ofrecieron una feroz resistencia contra la expedición española liderada, y Gonzalo de Alvarado escribió que el español sufrió muchas pérdidas, incluyendo el asesinato de mensajeros enviados a convocar a los nativos a jurar lealtad a la Corona española. Después de no poder localizar a Cortés, los Alvarado regresaron a Guatemala.

## Conquista de los Altos de Chiapas, 1527-1547
Los Altos de Chiapas, conocido como Chiapas, cayó bajo la jurisdicción de la Nueva España hasta 1530, cuando fue trasladado a Guatemala. En 1540, Chiapas se convirtió en una provincia autónoma durante cuatro años, después de lo cual una vez más cayó en la jurisdicción de Guatemala. La provincia de Chiapas fue gobernada desde Ciudad Real, ahora conocido como San Cristóbal de las Casas.
Pedro de Portocarrero, un joven noble, llevó la próxima expedición en Chiapas después de Alvarado, de nuevo desde Guatemala. Su campaña es indocumentado en gran medida, pero en enero de 1528 estableció con éxito el asentamiento de San Cristóbal de los Llanos en el valle de Comitán, en el territorio de la tojolabal Maya. Esto sirvió como una base de operaciones que permitieron a los españoles para extender su control hacia el valle de Ocosingo. Una de las escasas menciones de la campaña de Portocarrero sugiere que hubo cierta resistencia indígena pero su forma exacta y el alcance es desconocido. El coxoh Maya, que habitaban una pequeña área a lo largo del río San Gregorio entre Comitán y la frontera con Guatemala, probablemente fueron conquistados en 1528. Los españoles se concentraban en cinco reducciones pequeñas, tres de los cuales se establecieron a lo largo del Camino Real (español: Camino Real) que va desde San Cristóbal a Santiago de los Caballeros de Guatemala. Portocarrero estableció dominio español durante varios tzeltales y tojolabales asentamientos, y penetró hasta el pueblo tzotzil de Huixtán. Viajó no más lejos en territorio tzotzil, ya que esas tierras ya habían sido dados en encomienda a los residentes de la Villa de Espíritu Santo.
Por 1528, el poder colonial español se había establecido en el Alto de Chiapas, y los derechos de encomienda estaban siendo expedidos a conquistadores individuales. El dominio español se extendió desde el drenaje superior del Grijalva, a través de Comitán y Teopisca al valle de Ocosingo. Esta área fue incorporada en el distrito de Villa de San Cristóbal, que también incluye Chamula, Chiapas, y Zinacantán. El norte y noroeste se incorporaron en el distrito de Villa de Espíritu Santo, que incluía el territorio ch'ol Maya alrededor de Tila, y el territorio zoque alrededor Quechula y Tecpatán.
En los primeros años de la conquista, los derechos de encomienda derechos al pillaje y redondear hasta esclavos, por lo general en forma de un grupo de conquistadores montados lanzar una incursión esclavo rayo sobre un núcleo de población desprevenida destinados efectivamente. Los prisioneros serían calificados como esclavos, y llevados a un puerto a la venta, con el fin de que los conquistadores pudieran comprar armas, equipos y caballos. En algunos casos los conquistadores reunirian a los ancianos, con la cadena hacia arriba, los azotaban y ponían a sus perros de guerra sobre ellos, con el fin de obligar a los indígenas a entregar el tributo como alimentos y ropa.

### Diego Mazariegos, 1528
En 1528, el capitán Diego Mazariegos cruzó a Chiapas a través del Istmo de Tehuantepec con artillería y los recluta recién llegados de España, que no pudo contar con experiencia militar. Por este tiempo, la población indígena se ha reducido en gran medida por una combinación de la enfermedad y el hambre. Primero viajaron a Jiquipilas para reunirse con una delegación de Zinacantán, que había pedido ayuda española contra vasallos rebeldes en Macuil Suchitepeque. Un pequeño contingente de caballería española fue suficiente para que los vasallos zinacantecos 'de nuevo en línea. Después de esto, Mazariegos y sus compañeros procedieron a Chiapas y establecieron un campamento temporal cerca, que dieron el nombre de Villa Real. Mazariegos era el primo del entonces gobernador de Nueva España, Alonso de Estrada. Había llegado con el mandato de establecer una nueva provincia colonial de Chiapa en los Altos de Chiapas. Inicialmente se encontró con la resistencia de los conquistadores españoles veteranos que ya se habían establecido en la región. Mazariegos se enteró de que Pedro de Portocarrero fue en las tierras altas, y lo buscó con el fin de persuadirlo a abandonar. Los dos conquistadores finalmente se reunieron en Huixtán. Mazariegos entró en prolongadas negociaciones a tres meses con los colonos españoles en Coatzacoalcos (Espíritu Santo) y San Cristóbal de los Llanos. Finalmente se llegó a un acuerdo y las encomiendas de Villa del Espíritu Santo que yacían en las tierras altas fueron retirados de esa jurisdicción y se fusionó las de San Cristóbal para formar la nueva provincia. Desconocido para Mazariegos, el rey ya había emitido una orden de que los asentamientos de San Cristóbal de los Llanos se transferirán a Pedro de Alvarado. El resultado final de las negociaciones entre Mazariegos y los colonos establecidos era que la Villa de San Cristóbal de los Llanos fue disuelta, y los colonos que deseaban permanecer fueron trasladados a Villa Real, que había sido trasladado a la vega Jovel, contiene ricos tierra arrable perteneciente a Chamula. Pedro de Portocarrero decidió dejar Chiapas, y regresó a Guatemala. Mazariegos procedió con la política de trasladar a los indios en reducciones, nuevos asentamientos nucleares que eran fáciles de controlar. Este proceso se hace más fácil por los niveles de población indígena mucho más reducidos. El pueblo de San Andrés Larráinzar se estableció de esta manera por la reubicación de los habitantes tsotsiles del valle Huitiupán. Mazariegos reasignado esas encomiendas que habían pertenecido a los habitantes de Villa del Espíritu Santo, y se entregó Zinacantán a Pedro de Estrada, su hermano. Mazariegos emitió licencias de encomienda que cubrían aún las regiones conquistadas, como Pochutla en el borde del valle de Ocosingo, con el fin de alentar a los colonos para conquistar nuevos territorios. La provincia de Chiapas no tenía territorio costero, y al final de este proceso alrededor de 100 colonos españoles se concentraron en la capital provincial a distancia hacia Villa Real, rodeado de asentamientos indios hostiles, y con profundas divisiones internas.

### Rebelión
Aunque Mazariegos había logrado establecer su nueva capital provincial sin conflicto armado, las demandas excesivas españolas de mano de obra y materiales de pronto provocaron a los lugareños la rebelión. Los colonos exigieron que los indios les suministran alimentos, madera para la construcción y leña, y que construyeran nuevas casas para los españoles. Además, los cerdos se habían introducido por los españoles y fueron causando un gran daño a los campos de maíz de los nativos. En agosto de 1528, Mazariegos reemplazado los encomenderos existentes con sus amigos y aliados; los indígenas, al ver los aislados españoles y testigos de la hostilidad entre los colonos originales y recién llegados, aprovecharon la oportunidad para rebelarse y se negaron a suministrar sus nuevos amos. Zinacantán fue el único asentamiento indígena que se mantuvo leal a la española.
Villa Real ahora estaba rodeado de territorio hostil, y cualquier ayuda española estaba demasiado lejos para ser de valor. Los colonos rápidamente escasearon de alimentos y respondieron tomando las armas y los caballos contra los indios en busca de comida y los esclavos. Los indios abandonaron sus ciudades y se escondieron a sus mujeres y niños en las cuevas. Las poblaciones rebeldes se concentraron en la facilidad defendieron cimas de las montañas. En Quezaltepeque una larga batalla se libró entre el tzeltal maya y el español, lo que resulta en la muerte de un número de españoles como consecuencia de las rocas que se echaron sobre ellos desde la cima de la montaña. La batalla duró varios días, y el español fueron apoyados por los guerreros indígenas del centro de México. La batalla finalmente resultó en una victoria española, pero el resto de la provincia de Chiapas se mantuvo rebelde.
Después de la batalla de Quezaltepeque, Villa Real seguía siendo corta en alimentos y Mazariegos estaba enfermo. Él envió a su hermano a la capital de la Nueva España para pedir ayuda, y luego se retiró a Copanaguastla contra las protestas del Ayuntamiento, que se dejó de defender la colonia en ciernes. Para este tiempo, Nuño de Guzmán fue gobernador en México, y convirtió a Juan Enríquez de Guzmán de Chiapas en juez a fin de más plazo para Mazariegos, y como alcalde mayor (un gobernador colonial local). Ocupó su puesto durante un año, tiempo durante el cual trató de restablecer el control español sobre la provincia, especialmente las regiones del norte y del este, pero no pudo avanzar mucho.

### Fundación de Ciudad Real
El cambio constante de los administradores coloniales, y la reedición correspondiente de licencias encomienda a los familiares y amigos del funcionario entrante, prolongaron la inestabilidad en la provincia de Chiapas. En 1531, Pedro de Alvarado, finalmente, asumió el cargo de gobernador de Chiapas. De inmediato se restableció el antiguo nombre de San Cristóbal de los Llanos en Villa Real. Una vez más, las encomiendas de Chiapas se transfirieron a los nuevos propietarios. El español lanzó una expedición contra Puyumatlan; no fue un éxito en términos de conquista, pero permitió a la española para aprovechar más esclavos para el comercio de armas y caballos. Los suministros recién adquiridos podrían utilizarse en futuras expediciones para conquistar y pacificar las regiones aún independientes, lo que lleva a un ciclo de redadas de esclavos, el comercio de materiales de construcción, seguidos por nuevas conquistas y redadas de esclavos.
Alvarado envió a su lugarteniente Baltasar Guerra para pacificar a los rebeldes chiapanecas y zoques, y los conquistadores victoriosos a su vez exigieron encomiendas. La inestabilidad general continuó, pero la familia Mazariegos logró establecer una base de poder en las instituciones coloniales locales. En 1535, la facción Mazariegos logró que San Cristóbal de los Llanos declarada ciudad, con el nuevo nombre de Ciudad Real. También lograron adquirir privilegios especiales de la Corona con el fin de estabilizar la colonia, como un edicto que se especifica que el gobernador de Chiapas debe gobernar en persona y no a través de un representante delegado. En la práctica, el volumen de ventas de encomiendas continuó rápidamente, ya que pocos españoles tenían esposas españolas legales e hijos legítimos que pudieran heredar. Esta situación no se estabilizará hasta la década de 1540, cuando la escasez extrema de las mujeres españolas en la colonia fue aliviada por la llegada de nuevos colonos. Aproximadamente al mismo tiempo, la Audiencia de los Confines intervinieron, el nombramiento de los jueces para ejercer un mayor control sobre la asignación de encomiendas.

### Establecimiento de los dominicanos

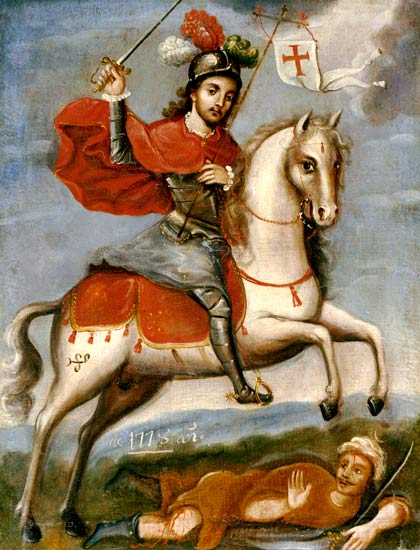
Santiago Matamoros fue una imagen fácilmente identificable de la superioridad militar española.

En 1542, las Leyes Nuevas fueron emitidas con el objetivo de proteger a los pueblos indígenas de las colonias españolas de su sobreexplotación por los encomenderos. En un esfuerzo para hacer cumplir las Leyes Nuevas, una flota de 27 barcos partió de España el 19 de julio de 1544, llevando al fraile Bartolomé de las Casas y sus seguidores religiosos. "Las Casas" llegaron a Ciudad Real con 16 compañeros dominicanos en 12 de marzo de 1545. Los dominicos fueron la primera orden religiosa para intentar la evangelización de la población nativa. Su llegada significó que los colonos ya no eran libres para tratar a los nativos a su antojo sin el riesgo de intervención de las autoridades religiosas.
Los dominicanos pronto entraron en conflicto con los colonos establecidos. Se negaron a tomar confesiones o dar los sacramentos a los españoles que maltrataron a los indios, e incluso fue tan lejos como para encarcelar a un decano y excomulgar al presidente de la Real Audiencia. La oposición colonial a las acciones de los dominicanos alcanzó niveles tan peligrosos que los dominicanos se vieron obligados a huir de Ciudad Real con el temor de perder sus vidas. Se establecieron cerca en dos pueblos indígenas, el antiguo sitio de la Villa Real de Chiapa y Cinacantlán. Las Casas se basaron en el primero, y el fraile Tomás Casillas se hizo cargo de Cinacantlán. Desde Villa Real, Bartolomé de las Casas y sus compañeros se prepararon para la evangelización de todo el territorio que cayó dentro del obispado de Chiapa. El territorio de Chiapas se subdividió en varias regiones sobre la base de las divisiones prehispánicas; estos fueron los chiapanecas, Lacandonas, tojolabal, tzeltal y zoques. Los dominicos promovieron la veneración de Santiago Matamoros (Santiago Matamoros) como una imagen fácilmente identificable de la superioridad militar española.
Pronto se hizo evidente que los dominicanos necesitaban re-establecerse en Ciudad Real, y las hostilidades con los colonos se calmó. En 1547, mientras que de las Casas se encontraba en España, Francisco Marroquín, obispo de Guatemala, colocó la primera piedra para el nuevo convento de los dominicos en Ciudad Real. Los dominicanos se dedicaron a destruir templos e ídolos indígenas y predicaban sermones con imágenes destructivas, como el Libro de la Revelación, que estaban más familiarizados con la cosmovisión mesoamericana. Los santos se asociaron con los animales, casi de la misma forma que los indios se identificaron con espíritus formas Nahual. Otros mundos mesoamericanas fueron atados a conceptos cristianos, donde el mundo Mictlan de los muertos se convirtieron en el Infierno, Ihuicatl convirtió en el Cielo, y Tlalocan se convirtió en el Paraíso.

## Conquista de la Selva Lacandona, 1559–1695
A mediados del siglo XVI, la frontera española estaba en expansión hacia el exterior de Comitán y Ocosingo, llegó a la Selva Lacandona, y un mayor avance fue impedido por habitantes ferozmente independientes de la región. En el momento del contacto con los españoles en el siglo XVI, la Selva Lacandona fue habitada por choles denominados Lakam Tun. Este nombre fue hispanizado, primero a El Acantun, luego a Lacantún y finalmente a Lacandona. Los Lacandona ch'ol de la época de la conquista española no se debe confundir con los yucatecos de habla moderna, ya que son personas lacandones ocupando la misma región. El pueblo principal Lacandona estaba situada en una isla en el lago Miramar, también conocida como Lakam tun por los habitantes. Los Lacandones fueron agresivos, y su número se hinchó por los refugiados de los grupos indígenas vecinos que huyen de la dominación española. Las autoridades eclesiásticas estaban tan preocupadas por esta amenaza a sus esfuerzos pacíficos en la evangelización que finalmente apoyaron la intervención militar. La primera expedición española en contra de los lacandones se llevó a cabo en 1559, comandado por Pedro Ramírez de Quiñones.
De vez en cuando, el español lanzó expediciones militares punitivas contra los Lakandones para tratar de estabilizar la frontera norte de la colonia guatemalteca; las expediciones más importantes tuvieron lugar en 1685 y 1695. Expediciones repetidas en la Selva Lacandona lograron destruir algunos pueblos, pero no lograron someter a los habitantes de la región, ni llevarlos dentro del Imperio español. Esta exitosa resistencia contra los intentos españoles de dominación sirvió para atraer cada vez más indios huyendo del dominio colonial.
La resistencia contra los españoles continuó, y hostil ch'ol mató a un número de indios cristianos recién bautizados. Los frailes franciscanos Antonio Margil y Melchor López estuvieron activos entre los Lacandones y los Manche ch'ol entre 1692 y 1694; finalmente soportaron su acogida y fueron expulsados por el ch'ol. En 1695, las autoridades coloniales decidieron actuar sobre un plan para conectar la provincia de Guatemala con Yucatán y los soldados al mando de Jacinto de Barrios Leal, presidente de la Real Audiencia de Guatemala, conquistaron varias comunidades ch'ol. El más importante de ellos fue Sakb'ajlan en el río Lacantún en el este de Chiapas, que fue rebautizado como Nuestra Señora de Dolores o Dolores del Lacandona, en abril de 1695. Esta fue una parte de un ataque de tres frentes contra los habitantes independientes de Chiapas y la vecina Petén; un segundo grupo se unió a Barrios Leal habiendo marchado de Huehuetenango, en las tierras altas de Guatemala. El tercer grupo, a las órdenes de Juan Díaz de Velasco, marchó desde Verapaz, Guatemala, en contra de la Itzá del norte de Petén. Barrios Leal estuvo acompañado por el fraile franciscano Antonio Margil quien se desempeñó como asesor, así como su confesor personal y capellán de sus tropas. Los españoles construyeron un fuerte y aguantaron con 30 soldados españoles. El mercederian fraile Diego de Rivas se basó en Dolores del Lacandona, y él y su compañero de mercedarios bautizaron varios cientos Lacandona ch'oles en los siguientes meses y estableció contactos con vecinos comunidades ch'ol.
Antonio Margil permaneció en Dolores del Lacandona hasta 1697. El ch'ol de la Selva Lacandona fueron reasentados en Huehuetenango, en las tierras altas de Guatemala, a principios del siglo XVIII. Los reasentados Lacandona ch'ol pronto se absorbieron en las poblaciones mayas locales allí y dejaron de existir como un grupo étnico separado. La última conocida Lacandona ch'ol eran tres indios que fueron registrados como viviendo en Santa Catarina Retalhuleu en 1769.

## Las fuentes históricas
El conquistador Diego Godoy acompañado Luis Marín en su reconocimiento de Chiapas, escribió un relato de la batalla contra los habitantes de Chamula en una carta a Hernán Cortés a los pocos días después del encuentro. Su carta sobrevive y tiene entera relación hecha por Diego Godoy a Hernando Cortés. Muchos años después de los acontecimientos que describió, Bernal Díaz del Castillo escribió su Historia verdadera de la conquista de la Nueva España, que incluía un relato de la conquista de las tierras altas de Chiapas. Bernal Díaz también había acompañado a Luis Marín en su incursión en 1524 Chiapas. Gonzalo de Alvarado describe la feroz resistencia ofrecida por los nativos contra 1525 la expedición de Pedro de Alvarado en su Probanza de Gonzalo de Alvarado.